# Lanová dráha Planai West
Lanovka Planai West je visutá lanovka, která se nachází v pohoří Schladmingské Taury ve spolkové zemi Štýrsko nedaleko obce Schladming. Je rozdělena na dvě části, na Planai West I a Planai West II. Mezi těmito místy je přestupní terminál. V každé kabině je 8 míst k sezení. Lanovka dopravuje osoby z údolí obce Schladming na kopec Rohrmoos. Pod lanovkou vede červená sjezdovka Jagaabfahrt.